# Tove Linnea Brandvik
Tove Linnea Brandvik, född 15 november 1968 i Levanger, är en norsk politiker (Arbeiderpartiet).
Brandvik är diplomøkonom (motsvarande filosofie kandidat i ekonomi), och har varit chef för köpcentrumet i Lindås. Hon var ordförande i Lindås kommun 2003–2007, och suppleant i Stortinget för Hordaland sedan 2005. Sedan 2007 är hon medlem av Arbeiderpartiets sentralstyre.